# Agustín Elduayen
Agustín de Carlos Elduayen (né le 4 août 1964 à Saint-Sébastien au Pays basque) est un footballeur espagnol.

## Biographie
Il débute en tant que gardien de but remplaçant à la Real Sociedad de Luis Arconada. Après ses débuts promettant, il est transféré à l'Atlético de Madrid où il ne parvient pas à s'imposer, avant de partir pour le Real Burgos.
Après ses années du Real Burgos, il part jouer au Deportivo La Corogne. Il prend sa retraite dans le club du Real Valladolid.
Actuellement, il fait partie de l'effectif indoor du Deportivo La Corogne, avec qui il a remporté trois fois la Liga et fois la Copa de España.

## Sélection
Au Real Burgos, il attire l'attention et se révèle comme l'un des meilleurs gardiens d'Espagne, et est convoqué par Vicente Miera pour jouer un match avec la sélection espagnole, mais reste sur le banc.